# Казепяе (волость)
Ка́зепяе (ест. Kasepää vald) — волость в Естонії, адміністративна одиниця повіту Йиґевамаа.

## Географічні дані
Площа волості — 40,87 км2, чисельність населення на 1 січня 2017 року становила 1194 особи.

## Населені пункти
Адміністративний центр — село Рая.
На території волості розташовані 8 сіл (ест. küla):
Каасіку (Kaasiku), Казепяе (Kasepää), Кюкіта (Kükita), Метсакюла (Metsaküla), Нимме (Nõmme), Омеду (Omedu), Рая (Raja), Тігеда (Tiheda).

## Історія
Упродовж 1992–1998 років волость мала назву Рая (ест. Raja vald).